# Шакир, Баба-бек
Баба-бек Мухаммед-Али бек оглы Шакир (азерб. Baba bəy Şakir; 1770—1844) — азербайджанский поэт. 

## Жизнь
Баба-бек родился в Шуше в знатной Карабахской семье, происходившей из рода Джаванширов. Его отец был состоятельным землевладельцем, что позволило дать сыну хорошее образование.
Баба-бек получил своё образование в мусульманском духовном училище. Он изучил арабский и фарси, а также классическую восточную литературу.
Баба-бек приходился внуком старшего брата Карабахского хана Панахали хана – Фарзали-бека. Он был родственником и близким другом известного поэта-сатирика Гасым-бека Закира. Закир даже написал стихотворение «Маддейн тарихи – Баба бек», посвящение смерти Баба-бека. К сожалению, сохранилась лишь небольшая толика его лирических произведений и сатирических работ. Часть его творений написана в классическом стиле восточной поэзии - аруз, другая - в слоговом размере.
Сатира Баба-бека хлестка разоблачала алчных беков, сеющее мракобесие и неграмотность духовенство, подверженных коррупции чиновников, жестоких и грубых комендантов, офицерских чинов и государственных служащих.
Впервые его работы были опубликованы в книге Магомед-ага Муджтахидзаде «Piyazul-aşugin”, вышедшей в Стамбуле в 1910 году.
Баба-бек Шакир скончался в 1844 году в Шуше и был похоронен на кладбище Мирза Хасан.

## Творчество
Большой Услугой в собирании и исследовании сатирических художественных произведений обладает Салман Мумтаз. Мысли исследователя о жизни и творчестве Баба-бека Шакира, и Г. Закира, (критика) являются ценными источниками, разъясняющими связи с различными историческими личностями и характер их воздействия на оба поэта. С. Мумтаз был первым, кто впервые выявил творчество представителя сатирической поэзии как Б. Шакир, определил дату рождения и смерти.